# Dark Angel (film)
 Dark Angel  (alternatieve titel: I Come in Peace) is een Amerikaanse sciencefictionfilm uit 1990, geregisseerd door Craig R. Baxley, met in de hoofdrol Dolph Lundgren.

## Verhaal
Jack Caine, een Amerikaanse politieagent, werkt aan een zaak waarin hij een bende drugsdealers probeert te arresteren. Terwijl hij een drogisterij in de gaten houdt, verlaat hij kort zijn locatie om een overval in een nabijgelegen winkel te beëindigen. Als hij terugkomt, ontdekt hij dat zijn undercoveragent is doodgeschoten terwijl hij de drugs overhandigde. Bij het inspecteren van de plaats delict liggen drie handlangers van de drugsbaron op de grond met doorgesneden keel, waarvan de oorzaak een mysterie is voor de onderzoekers. Als de gangsters zelf op hem jagen, komt hij erachter dat ze de politie ervan verdenken een drugsoorlog te zijn begonnen.
Al snel blijkt dat Talec, een buitenaardse drugsdealer, op aarde is geland. Deze injecteert mensen met een overdosis heroïne om vervolgens de endorfine uit hun hersenen te halen. Deze endogene drug is een veelgevraagd bedwelmend middel in het thuisland van de buitenaardse moordenaar. Hij wordt opgejaagd door Azeck, een buitenaardse politieagent die dodelijk gewond is door Talec. Voordat hij sterft, kan hij Caine om hulp vragen en hem zijn wapen overhandigen. Jack Caine gaat op jacht met zijn partner Smith en lijkschouwer Diane. In een actievolle confrontatie op een fabrieksterrein slaagt het trio erin de buitenaardse dreiging af te wenden.

## Rolverdeling
| Acteur         | Personage                           | Opmerkingen                                                                                         |
| -------------- | ----------------------------------- | --------------------------------------------------------------------------------------------------- |
| Dolph Lundgren | rechercheur Jack Caine              | een politierechercheur uit Houston die een reeks drugsgerelateerde moorden onderzoekt               |
| Brian Benben   | speciaal agent Arwood "Larry" Smith | een FBI-agent en Caine's nieuwe partner                                                             |
| Betsy Brantley | Diane Pallone                       | een lijkschouwer en Caine's vriendin                                                                |
| Matthias Hues  | Talec                               | een buitenaardse drugsdealer                                                                        |
| Jay Bilas      | Azeck                               | een buitenaardse politieagent. In tegenstelling tot Talec spreekt hij vloeiend Engels               |
| Jim Haynie     | Kapitein Malone                     | Caine's baas                                                                                        |
| David Ackroyd  | inspecteur Switzer                  | Smith's baas                                                                                        |
| Sherman Howard | Victor Manning                      | een witte boorden drugsdealer en baas van de White Boys                                             |
| Sam Anderson   | Warren                              | onderbaas van de White Boys                                                                         |
| Alex Morris    | rechercheur Ray Turner              | Caine's oorspronkelijke partner. Hij wordt gedood door de White Boys tijdens een undercoveroperatie |